# Blythedale (Misuri)
Blythedale es una villa ubicada en el condado de Harrison en el estado estadounidense de Misuri. En el Censo de 2010 tenía una población de 193 habitantes y una densidad poblacional de 241,94 personas por km².

## Geografía
Blythedale se encuentra ubicada en las coordenadas 40°28′31″N 93°55′39″O / 40.47528, -93.92750. Según la Oficina del Censo de los Estados Unidos, Blythedale tiene una superficie total de 0.8 km², de la cual 0.8 km² corresponden a tierra firme y (0.32%) 0 km² es agua.

## Demografía
Según el censo de 2010, había 193 personas residiendo en Blythedale. La densidad de población era de 241,94 hab./km². De los 193 habitantes, Blythedale estaba compuesto por el 100% blancos, el 0% eran afroamericanos, el 0% eran amerindios, el 0% eran asiáticos, el 0% eran isleños del Pacífico, el 0% eran de otras razas y el 0% pertenecían a dos o más razas. Del total de la población el 2.59% eran hispanos o latinos de cualquier raza.